# Rose of The Wind, and Other Poems
Rose of The Wind, and Other Poems – tomik wierszy amerykańskiej poetki Anny Hempstead Branch, opublikowany w 1910. Zawiera tytułowy dramat Rose of The Wind, epos biblijny Nimrod (napisany wierszem białym), jak również utwory The Monk in the Kitchen, Dream, The Warrior Maid, Ere the Golden Bowl is Broken, Connecticut Road Song, So I May Feel the Hands of God, To an Enemy, Selene, The Wedding Feast i Dominus Vineae, Spiritus Agricola. Książka opatrzona jest dedykacją: To my Cousin/H. Eugene Bolles/The Best Lover of Poetry/that I have ever known/I dedicate this book.